# Transoxiana
Transoxiana, conocida en las fuentes árabes como Mā Warāʾ an-Nahr (en árabe: ما وراء النهر, – '[lo que está] más allá del río [Oxus]') y en persa como Farā-rūd (en persa:  فرارود, [fæɾɒːˈɾuːd̪]—'más allá del río [Amu Daria]') designa una región histórica del Turquestán, en Asia Central, situada entre el mar de Aral y la meseta del Pamir, actualmente repartida entre los países de Uzbekistán, Kazajistán, Turkmenistán, Kirguistán y Tayikistán. Geográficamente, corresponde a la región entre los ríos Amu Daria (Oxus) y Sir Daria. El área era conocida por los antiguos iranios como Turán, un término usado en la epopeya nacional persa, el Shāhnāmé, y como Transoxiana (tierra más allá del Oxus) para los romanos. El término árabe Mā warāʼ an-Nahr (tierra más allá del río) pasó al uso literario persa y se mantuvo hasta la época posterior a los mongoles.
La región fue una de las satrapías (provincias) de la dinastía aqueménida de Persia bajo el nombre de Sogdiana. Se la definió dentro del mundo clásico de Irán para distinguirla de Irán propiamente dicho, especialmente su provincia nororiental de Jorasán—un término que se originó con los sasánidas— aunque los primeros historiadores y geógrafos árabes tendían a subsumir la región dentro del término vagamente definido de "Jorasán", que designa un territorio mucho más grande. Los territorios de Corasmia, Sogdiana, Chaghaniyan y Juttal estaban ubicados en la parte sur de Transoxiana; Chach, Osrushana y Ferganá se ubicaban en la parte norte.
Fue el centro del imperio de Tamerlán y la Dinastía Timúrida (siglo XIV y XV).[cita requerida]Tenía su capital en la ciudad de Samarcanda. Fue el probable hogar de origen de Zoroastro.[cita requerida]

## Historia
Transoxiana fue el término usado por los griegos para denominar a la región situada allende el río Oxus. Fue denominada Sogdiana por los aqueménidas y fue unificada con Bactriana por Alejandro Magno en una sola satrapía. La ciudad de Ai Khanoum (Alejandría de Oxiana), situada a orillas del río Oxus al norte de Afganistán, permanece como la única ciudad Greco-Bactriana hallada y extensamente excavada. Independizada la satrapía, conformó el reino grecobactriano de Diodoto I, posteriormente invadido por la dinastía kushán, para ser finalmente ocupada por los árabes en el siglo VIII. Allí se desarrolló una buena parte de la ciencia que los árabes legaron a Europa en los siglos posteriores.[cita requerida]
El explorador chino Zhang Qian, quien visitó las regiones vecinas de Bactriana y Partia además de la Transoxiana en el año 126 a. C., realizó el primer relato chino en chino sobre esta región. Zhang Qian claramente identifica a Partia como una civilización urbana avanzada que cultivaba vides y cereales además de acuñar monedas de plata y elaborar objetos de cuero. Fue gobernada sucesivamente por los Seléucidas, el reino Greco-Bactriano, el imperio parto y el imperio de Kushan antes del dominio Sasánida, momento en el que la región se convirtió en un importante centro cultural debido a la riqueza derivada de la ruta septentrional de la seda.
El dominio Sasánida fue interrumpido por la invasión de los Heftalitas que duró desde finales del siglo quinto hasta el año 565. Muchos nobles y terratenientes persas escaparon de la región tras la conquista musulmana de Persia. Estuvo también bajo dominio de los köktürk hasta la conquista árabe entre el 705 y el 715, momento en el que el área pasa a conocerse como Mā warāʼ al-Nahr (En Árabe, " Lo que esta más allá del río") a veces referido como "Mavarannahr".
Las ciudades y centros culturales principales de Transoxiana son Samarcanda y Bujará, ambas en la parte más meridional de la región aunque al norte del río Amu Daria. Ambas ciudades permanecieron como centros culturales persas tras la conquista islámica de Irán y jugaron un rol crucial en el resurgimiento de la cultura persa con la llegada de la dinastía Samánida. La mayor parte de la región era árida pero contaba con llanuras fértiles. 
Parte de esta región fue conquistada por Qutaiba ibn Muslim entre el 706 y el 715 y dominada por los Omeyas entre el 715 y el 738. La conquista fue consolidada por Nasr ibn Sayyar entre el 738 y el 740 y continuada bajo el control de los Omeyas hasta el 750, cuando fue reemplazada por los abasíes.
En el siglo XIII fue ocupada por el Imperio mongol durante la conquista de Corasmia. Antes de su muerte en 1227, Gengis Kan asignó los territorios occidentales de Asia central a su segundo hijo, Chagatai, pasando esta región a conocerse como el Kanato de Chagatai. En el siglo XIV, Tamerlán, se instaló en Samarcanda, su capital, atrayendo a gentes de todas las artes, profesiones y comercios: griegos, chinos, egipcios, persas, armenios, sirios, etc. La región fue sucesivamente gobernada por diversas ciudades-estado islámicas independientes, hasta el siglo XIX, cuando fue invadida por el Imperio ruso. Hoy es en su mayoría parte de la República de Uzbekistán, independiente desde 1991. Bujará, Samarcanda y Jiva son, probablemente, los exponentes más prestigiosos de la milenaria historia de la Transoxiana.

## Religión
Las notas del historiador Mark Dickens relatan: "La religión preislámica principal de Transoxiana era el Zoroastrismo, sobre todo en manifestaciones locales. Sin embargo, el budismo, el cristianismo, el maniqueísmo y el mazdakismo también contaban con muchos seguidores, especialmente en las zonas urbanas. Esta diversidad religiosa inicial desapareció tras la conquista árabe."